# St. Anne
St. Anne es una villa ubicada en el condado de Kankakee en el estado estadounidense de Illinois. En el Censo de 2010 tenía una población de 1257 habitantes y una densidad poblacional de 609,71 personas por km².

## Geografía
St. Anne se encuentra ubicada en las coordenadas 41°1′24″N 87°43′12″O / 41.02333, -87.72000. Según la Oficina del Censo de los Estados Unidos, St. Anne tiene una superficie total de 2.06 km², de la cual 2 km² corresponden a tierra firme y (2.89%) 0.06 km² es agua.

## Demografía
Según el censo de 2010, había 1257 personas residiendo en St. Anne. La densidad de población era de 609,71 hab./km². De los 1257 habitantes, St. Anne estaba compuesto por el 86.71% blancos, el 3.26% eran afroamericanos, el 0.24% eran amerindios, el 0.16% eran asiáticos, el 0% eran isleños del Pacífico, el 7.64% eran de otras razas y el 1.99% pertenecían a dos o más razas. Del total de la población el 13.84% eran hispanos o latinos de cualquier raza.